# Сражение при Белах Мугне

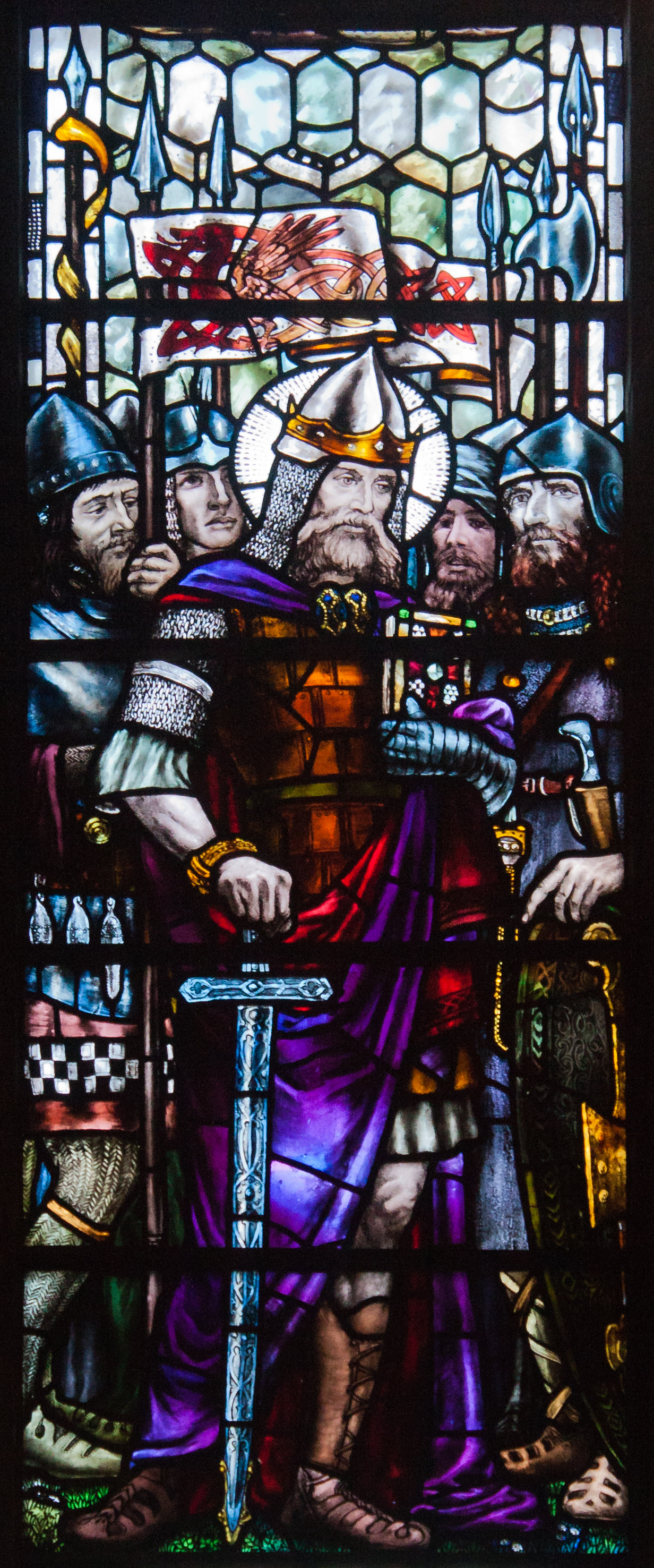
Кормак Кашельский.
Витраж в соборе Святого Патрика (Дублин)

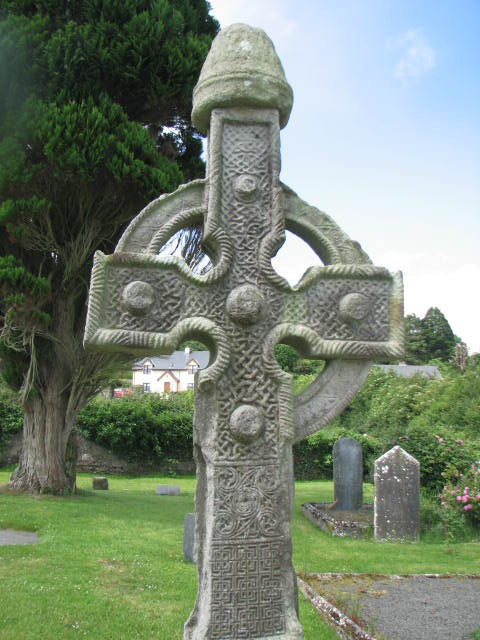
Высокий крест в Аэнни (графство Типперэри).
Предполагается, что на кресте изображена похоронная процессия с телом Кормака мак Куйлленнайна

Сражение при Белах Мугне (битва при Баллимуне; др.‑ирл. Cath Bealaigh Mughna) — состоявшееся 13 сентября 908 года вблизи селения Белах Мугна сражение, в котором объединённое войско ирландских правителей во главе с Верховным королём Ирландии Фланном Синной нанесло поражение войску короля Мунстера Кормака мак Куйлленнайна.

## Исторические источники
О сражении при Белах Мугне и связанных с ним событиях сообщается в большинстве ирландских анналов: в «Анналах Ульстера», «Анналах Инишфаллена», «Анналах четырёх мастеров» и «Хронике скоттов». Во «Фрагментарных анналах Ирландии» сохранился текст поэмы, посвящённой этому событию и написанной, вероятно, со слов непосредственных участников битвы.

## Предыстория
Начало конфликту, в который оказались вовлечены многие влиятельные правители Ирландии того времени, положил король Мунстера Кормак мак Куйлленнайн, в 906 году объявивший о своих притязаниях на титул Верховного короля. В следующем году мунстерцы нанесли в сражении поражение войску Фланна Синны и вынудили того заплатить им дань. В том же году правитель Мунстера получил заложников и от коннахтцев.
Стремясь расширить свои владения, в 908 году король Кормак под влиянием советов аббата монастыря Иннискатай Флатбертаха мак Инмайнена собрал армию и вторгся в земли, подвластные королю Лейнстера Кербалла мак Муйрекайна. Однако так как тот был зятем и верным сподвижником Фланна Синны, это привело к вступлению в военные действия самого Верховного короля. Также против мунстерцев выступили и другие ирландские властители, находившиеся в подчинении Фланна Синны, в том числе, король Коннахта Катал мак Конхобайр. Королю Кормаку же удалось заручиться поддержкой только короля Осрайге Келлаха мак Кербайлла.
Поход Кормака мак Куйлленнайна в Лейнстер сопровождался различными плохими предзнаменованиями. Так, из-за того, что конь Флатбертаха мак Инмайнена сбросил своего седока на землю, часть мунстерцев покинула войско. Также воины Кормака были устрашены слухами о том, что войско Верховного короля Фланна Синны значительно превосходило мунстерскую армию численностью. Бо́льшая часть мунстерцев не хотела сражаться и советовала своему королю примириться с королём Лейнстера. Кербалл мак Муйрекайн также предлагал Кормаку заключить мир и был готов выплатить королю Мунстера дань. Правитель Лейнстера соглашался дать мунстерцам и заложников, но настаивал, чтобы они находись не при дворе короля Кормака, а у настоятеля Каслдерматского аббатства Моэнаха. По свидетельству анналов, мунстерский король уже был готов заключить мирное соглашение с лейнстерским правителем, но под влиянием Флатбертаха мак Инмайнена отказался от дальнейших переговоров. Не повлияло на это решение и посетившее Кормака видение, что он сам погибнет в сражении.

## Сражение
Сражение между войском Фланна Синны и Кормака мак Куйлленнайна состоялось 13 сентября 908 года около селения Белах Мугна. Предполагается, что это место могло находиться или вблизи Баллимуна (селения в современном графстве Карлоу) или рядом с Лейлинбриджем. Значительная часть не желавших сражаться мунстерских воинов почти сразу же после начала битвы покинула поле боя. Сопротивление войску Фланна Синны оказали лишь члены свиты короля Кормака, но и они вскоре обратились в бегство. Преследуемые воинами Верховного короля многие мунстерцы и их союзники были убиты. В ирландских преданиях утверждается, что погибших было так много, что от их крови земля превратилась в труднопроходимую грязь. Во время бегства Кормака с поля боя его конь поскользнулся в этой кроваво-земляной жиже и сбросил с себя седока. Король упал на землю и сломал позвоночник. Правитель Мунстера успел лишь сказать: «В твои руки, Боже, отдаю душу свою!», — после чего скончался. Погибли также король Осрайге Келлах мак Кербайлл, подвластный Кормаку правитель Киаррайге, аббаты монастырей в Корке и Киннитти, а Флатбертах мак Инмайнен попал в плен. Общие потери в битве авторы ирландских анналов оценивали в шесть тысяч человек. В «Лейнстерской книге» сохранилось приписываемое Даллану мак Море стихотворение о роли Кербалла мак Муйрекайна в сражении при Белах Мугне, сообщающее о том, что тот получил в битве ранение.
Голова Кормака мак Куйлленнайна была отсечена и принесена Фланну Синне. Во «Фрагментарных анналах Ирландии» сообщается, что Верховный король Ирландии выразил неподдельную скорбь о гибели столь достойного человека, каким был король Мунстера.

## Последствия
Поражение при Белах Мугне положила конец попыткам королей Мунстера установить свою гегемонию в Ирландии. После гибели Кормака мак Кулленанйна мунстерцы долго не могли избрать себе единовластного правителя. Только в 914 году престол этого королевства занял Флатбертах мак Инмайнен, «злой гений» короля Кормака. Снова властители Мунстера возобновили свои притязания на власть над всей Ирландией в конце X века, когда их правителем стал Бриан Бору.